# Sesioplex californicus
Sesioplex californicus là một loài tò vò trong họ Ichneumonidae.